# Hamgyŏng-namdo
Hamgyŏng-namdo (Koreaans: 함경 남도) is een provincie in Noord-Korea.
Hamgyŏng-namdo telt 3.142.515 inwoners. De oppervlakte bedraagt 18.124 km², de bevolkingsdichtheid is 173,4 inwoners per km².

## Bestuurlijke indeling
De provincie Hamgyŏng-namdo bestaat uit 4 steden, 2 districten en 15 landelijke districten.

### Steden
- Hamhŭng-si (함흥시; 咸興市)
- Hŭngnam-si (흥남시; 興南市)
- Sinp'o-si (신포시; 新浦市)
- Tanch'ŏn-si (단천시; 端川市)

### Districten
- Sutong-gu (수동구; 水洞區)
- Kŭmho-chigu (금호지구; 琴湖地區)

### Landelijke districten
- Changchin-gun (장진군; 長津郡)
- Chŏngp'yŏng-gun (정평군; 定平郡)
- Hamchu-gun (함주군; 咸州郡)
- Hŏch'ŏn-gun (허천군; 虛川郡)
- Hongwŏn-gun (홍원군; 洪原郡)
- Riwŏn-gun (리원군; 利原郡)
- Kowŏn-gun (고원군; 高原郡)
- Kŭmya-gun (금야군; 金野郡)
- Rakwŏn-gun (락원군; 樂園郡)
- Puchŏn-gun (부전군; 赴戰郡)
- Pukch'ŏng-gun(북청군; 北靑郡)
- Sinhŭng-gun (신흥군; 新興郡)
- Tŏksŏng-gun (덕성군; 德城郡)
- Yŏngkwang-gun (영광군; 榮光郡)
- Yotŏk-gun (요덕군; 耀德郡)